# Nicole Doshi
Nicole Doshi (* 12. Mai 1995 in Wuhan, China) ist eine chinesische Pornodarstellerin.

## Leben
Nicole Doshi lebt seit 2014 in den USA. Sie hatte ihr Debüt am 26. September 2021 in Begleitung von Vic Hammer (Deep Stretch Fitness Babe (2021)). Die Szene wurde für das Studio Team Skeet gedreht. Zu den Studios, für die sie gedreht hat, gehören Brazzers, Reality Kings, Evil Angel, Jules Jordan und andere.
Doshi machte Schlagzeilen, als im Juli 2022 bekannt wurde, dass die Onlineplattform Onlyfans sie aufgrund von Regelverstößen von der Plattform verbannte.

## Auszeichnungen
- 2022: October Twistys Treat of the Month
- 2023: XRCO Awards – Best New Starlet
- 2023: XBIZ Award Winner – Best Sex Scene – Vignette, High Gear (Blacked Raw)
- 2023: XBIZ Award Winner – Best New Performer
- 2023: AVN Award – Winner: Best Foursome/Orgy Scene in 'High Gear' (zusammen mit Violet Myers, Vicki Chase, Vic Marie, Vanna Bardot, Savannah Bond, Anton Harden, Richard Mann, Isiah Maxwell, Jonathan Jordan, Brickzilla, Garland, Jamie Knoxx, Jay Hefner, John Legendary, Tyrone Love, Stretch & Zaddy)[2]
- 2023: XRCO Awards' Best Starlet trophy[3]

## Filmografie (Auswahl)
- 2022–2023: Tushy Raw 34, 54
- 2022: Naughty Schoolgirls 4
- 2022: My DP 5
- 2022: Blacked Raw 56, 57
- 2023: Black Massive Cocks 10
- 2023: Goddess
- 2023: Gape Me 5
- 2023: Dredd Up Your Ass 4
- 2023: Double Anal Angels
- 2023: Analized 2
- 2023–2024: When Girls Play 41, 56
- 2023: Anal Savages 9
- 2023: Anal Insatiable 2
- 2023: Training Day 3: All Girl On Girl
- 2023: Wasteland Ultra
- 2023: Reckless
- 2023: Moms Bang Teens 50
- 2023: Nicole Doshi Unleashed
- 2023: Asian Bombshells 5
- 2023: Machine Gunner
- 2024: Wet and Wild Asses 14
- 2024: Juicy Silver
- 2024: The Visitor
- 2024: Sunny Gold Melons
- 2024: Dark Desires 18
- 2024: Sexual Chemistry
- 2024: My TS Stepdaughter 6
- 2024: Whip Me Into Shape!
- 2024: Teen Massage 4
- 2024: House Party 9
- 2025: Solemates
- 2025: Throated Superstars 15
- 2025: The Brazzers Podcast 2